# Glodeni
Glodeni (ryska: Глодяны) är en distriktshuvudort i Moldavien. Den ligger i distriktet Glodeni, i den nordvästra delen av landet. Glodeni ligger 125 meter över havet och antalet invånare är 10 146.
Terrängen runt Glodeni är huvudsakligen platt. Glodeni ligger nere i en dal. Trakten runt Glodeni består till största delen av jordbruksmark.